# Copenhagen AirTaxi
 (juin 2022).
La mise en forme du texte ne suit pas les recommandations de Wikipédia : il faut le « wikifier ».
Les points d'amélioration suivants sont les cas les plus fréquents. Le détail des points à revoir est peut-être précisé sur la page de discussion.
- Les titres sont pré-formatés par le logiciel. Ils ne sont ni en capitales, ni en gras.
- Le texte ne doit pas être écrit en capitales (les noms de famille non plus), ni en gras, ni en italique, ni en « petit »…
- Le gras n'est utilisé que pour surligner le titre de l'article dans l'introduction, une seule fois.
- L'italique est rarement utilisé : mots en langue étrangère, titres d'œuvres, noms de bateaux, etc.
- Les citations ne sont pas en italique mais en corps de texte normal. Elles sont entourées par des guillemets français : « et ».
- Les listes à puces sont à éviter, des paragraphes rédigés étant largement préférés. Les tableaux sont à réserver à la présentation de données structurées (résultats, etc.).
- Les appels de note de bas de page (petits chiffres en exposant, introduits par l'outil «  Source ») sont à placer entre la fin de phrase et le point final[comme ça].
- Les liens internes (vers d'autres articles de Wikipédia) sont à choisir avec parcimonie. Créez des liens vers des articles approfondissant le sujet. Les termes génériques sans rapport avec le sujet sont à éviter, ainsi que les répétitions de liens vers un même terme.
- Les liens externes sont à placer uniquement dans une section « Liens externes », à la fin de l'article. Ces liens sont à choisir avec parcimonie suivant les règles définies. Si un lien sert de source à l'article, son insertion dans le texte est à faire par les notes de bas de page.
- La présentation des références doit suivre les conventions bibliographiques. Il est recommandé d'utiliser les modèles {{Ouvrage}}, {{Chapitre}}, {{Article}}, {{Lien web}} et/ou {{Bibliographie}}. Le mode d'édition visuel peut mettre en forme automatiquement les références.
- Insérer une infobox (cadre d'informations à droite) n'est pas obligatoire pour parachever la mise en page.

Pour une aide détaillée, merci de consulter Aide:Wikification.
Si vous pensez que ces points ont été résolus, vous pouvez retirer ce bandeau et améliorer la mise en forme d'un autre article.
Copenhagen AirTaxi (CAT) est une compagnie d'aviation et une école de pilotage basée à Roskilde, au Danemark. Il fournit une gamme de services, y compris l'exploitation de vols réguliers depuis l'aéroport de Copenhague, Roskilde (code OACI : EKRK)     vers les îles danoises d'Anholt et de Læsø ; gérant l'aérodrome d'Anholt. CAT est une école de pilotage expérimentée avec une formation en vol menant à une licence de pilote privé et commercial. CAT dispose également d'un important centre de maintenance spécialisé dans les avions de l'aviation générale.
La société a été l'une des premières en Europe à introduire des vols charters (airtaxi) sur des avions monomoteurs à turbopropulseurs (nouvelle législation CAT SET-IMC). En 2017, CAT a introduit l'avion d'affaires Pilatus PC-12 dans sa flotte. L'avion atteint des destinations dans toute l'Europe et offre des performances exceptionnelles pour les opérations sur terrain court.
L'itinéraire régulier entre Roskilde - Anholt - Læsø est assuré par un Britten-Norman BN-2 Islander de 10 places, mais il peut être remplacé ou complété par l'un des Partenavia P.68 de 6 places de la compagnie.

## Flotte d'avions
À l'usage de l'école de pilotage résidente, des taxis aériens, des vols réguliers ou à des fins de location, la société dispose d'une flotte comprenant :
| Avion                       | En opération | Passagers | Supplémentaire                                    |
| --------------------------- | ------------ | --------- | ------------------------------------------------- |
| Socata TB9 Tampico          | 4            | 4/5       | École de pilotage, location                       |
| Socata TB10 Tobago          | 2            | 4/5       | École de pilotage, location, visites              |
| Socata TB20 Trinidad        | 1            | 4         | École de pilotage, location, visites              |
| Cessna 172                  | 1            | 4         | École de pilotage, location, visites              |
| Partenavia P68              | 5            | 6         | École de pilotage, taxi aérien, vols réguliers    |
| Britten-Norman Islander BN2 | 2            | dix       | Taxi aérien, vols réguliers, visites touristiques |
| Robinson 44                 | 1            | 4         | École de pilotage, visites                        |
| Pilatus PC-12               | 4            | 8         | Taxi aérien                                       |
| Total                       | 19           |           |                                                   |

## AirZafari
AirZafari est une compagnie aérienne groenlandaise dont l'activité principale est le vol touristique. La société a été fondée en 2011 et est exploitée sur le certificat AOC de Copenhagen AirTaxi.*